# Streets is Watching (ścieżka dźwiękowa)
Streets is Watching – ścieżka dźwiękowa do filmu o tym samym tytule. Została wydana 18 maja 1998 roku w Stanach Zjednoczonych, a 12 września 1998 r. w Wielkiej Brytanii. Płyta zadebiutowała na 27. miejscu notowania Billboard 200. Wśród gości pojawili się Memphis Bleek, DMX, Ja Rule, N.O.R.E., czy DJ Clue. Za podkłady muzyczne odpowiadali między innymi M.O.P., DJ Clue, czy Damon Dash.

## Lista utworów
1. "It's Alright" (4:03) (Jay-Z & Memphis Bleek)
2. "Love for Free" (4:09) (Jay-Z & Rell)
3. "Only a Customer" (5:29) (Jay-Z)
4. "Pimp This Love" (3:39) (Christión)
5. "Murdergram" (4:54) (Jay-Z, DMX, & Ja Rule)
6. "The Doe" (5:01) (Diamonds In Da Rough)
7. "Crazy" (4:24) (Usual Suspects)
8. "In My Lifetime (Remix)" (4:37) (Jay-Z)
9. "Your Love" (3:58) (Christión & Jay-Z)
10. "Thugs R Us" (3:39) (DJ Clue & N.O.R.E.)
11. "My Nigga Hill Figga" (4:10) (M.O.P)
12. "Celebration" (3:20) (Jay-Z, Memphis Bleek, Sauce Money & Wais)